# Protonemura meyeri
Protonemura meyeri är en bäcksländeart som först beskrevs av Pictet, F.J. 1841.  Protonemura meyeri ingår i släktet Protonemura och familjen kryssbäcksländor. Arten är reproducerande i Sverige. Inga underarter finns listade i Catalogue of Life.

## Bildgalleri

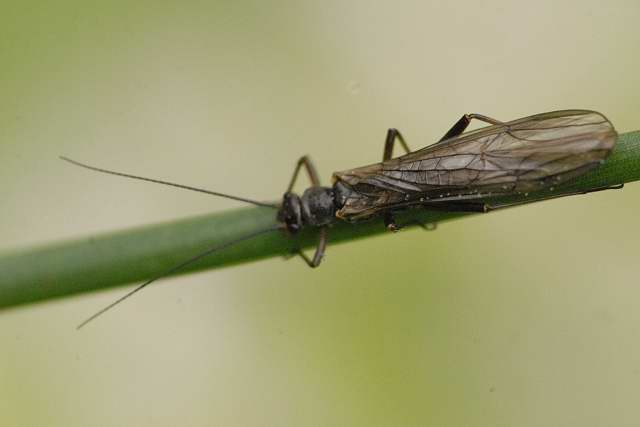
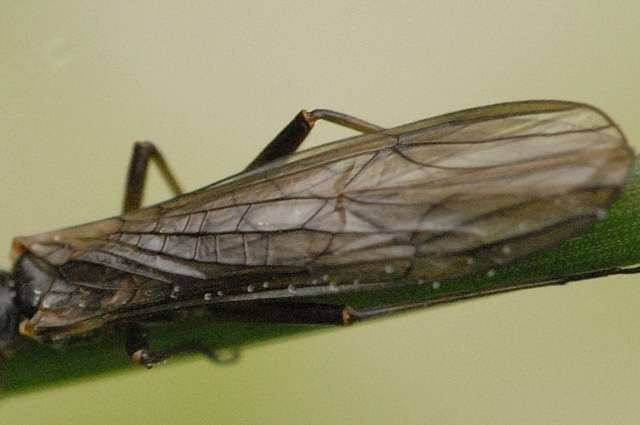